# Aleja Wojska Polskiego w Sopocie

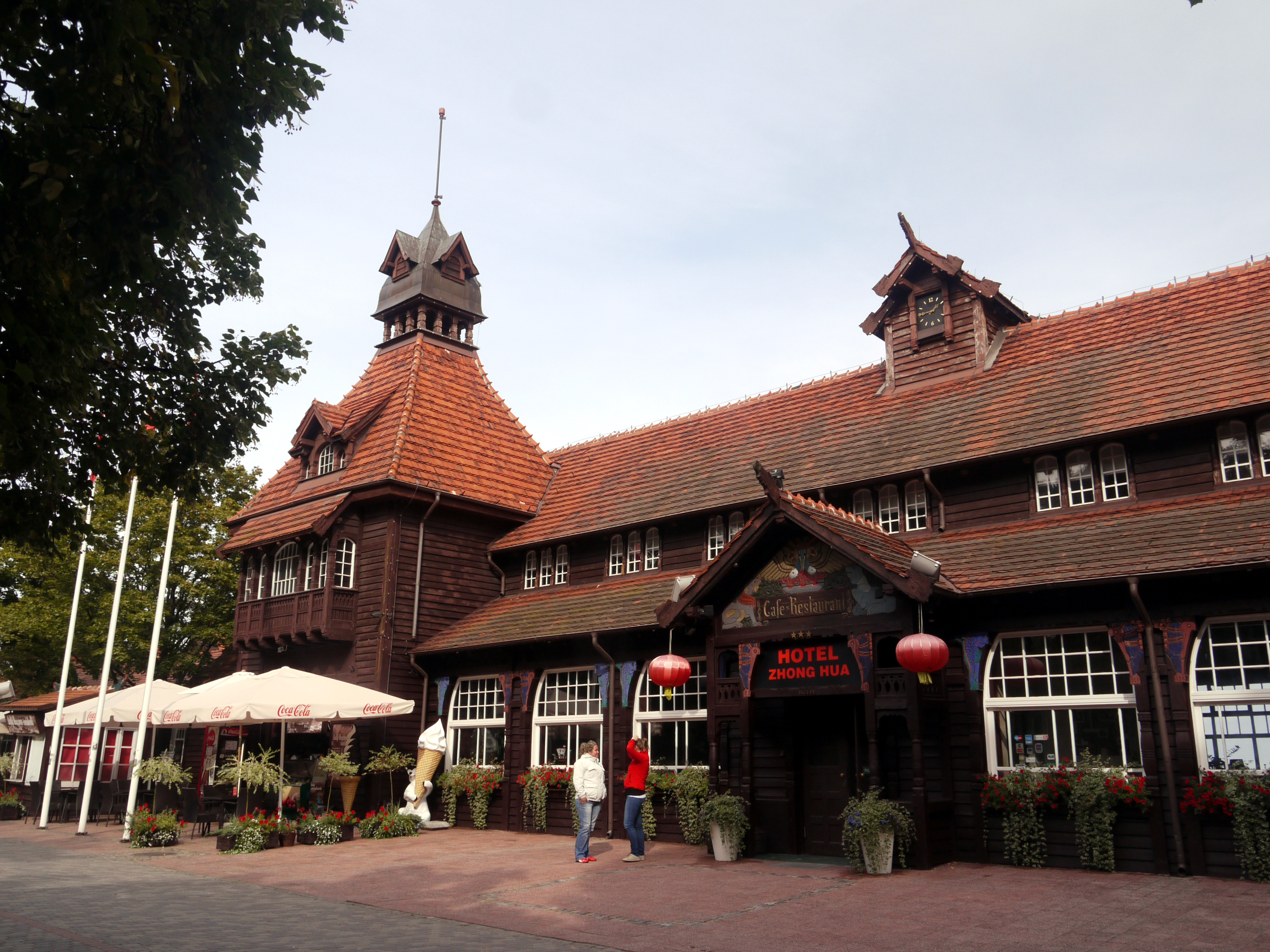
Łazienki Południowe

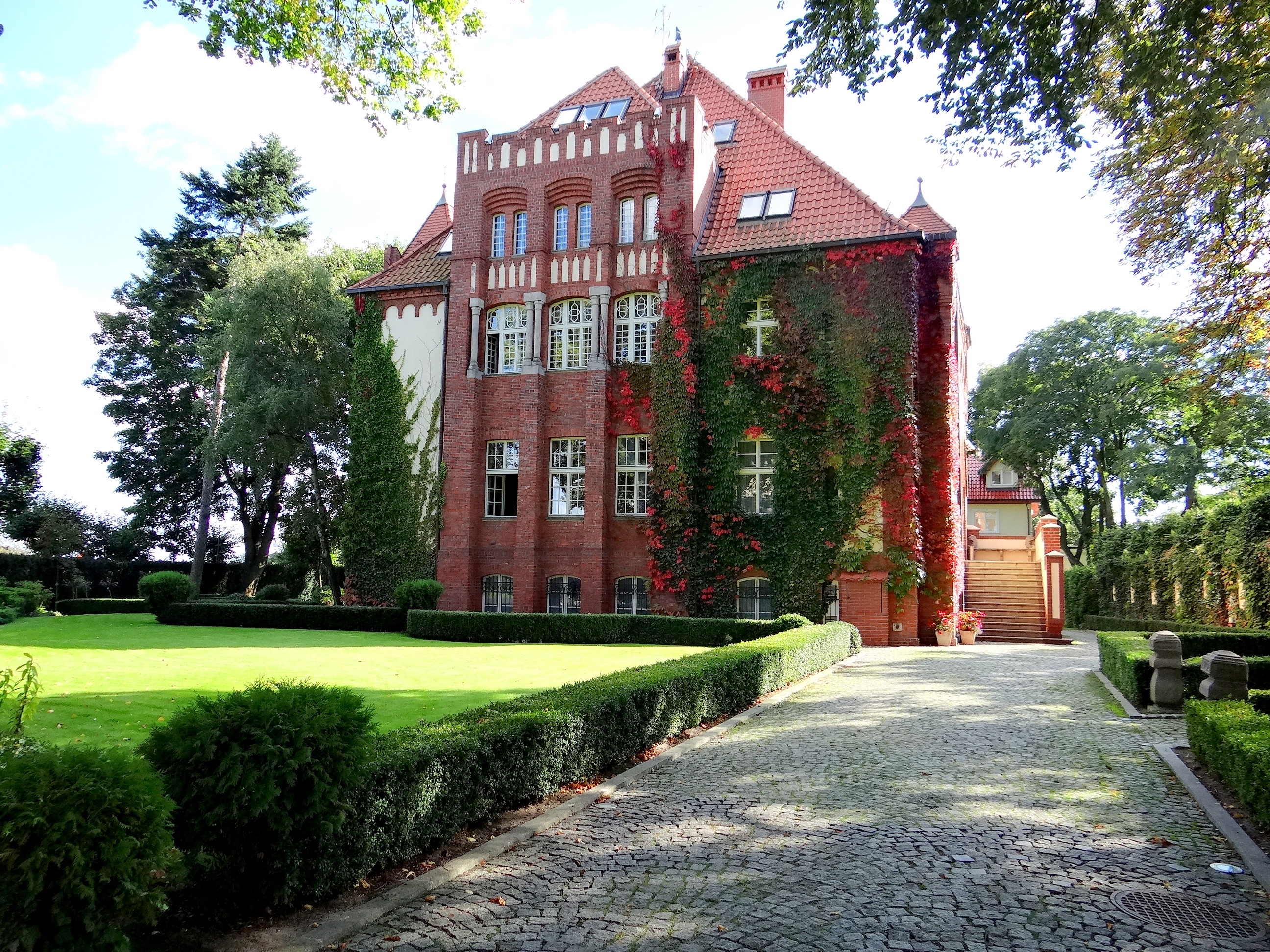
Willa Basnera

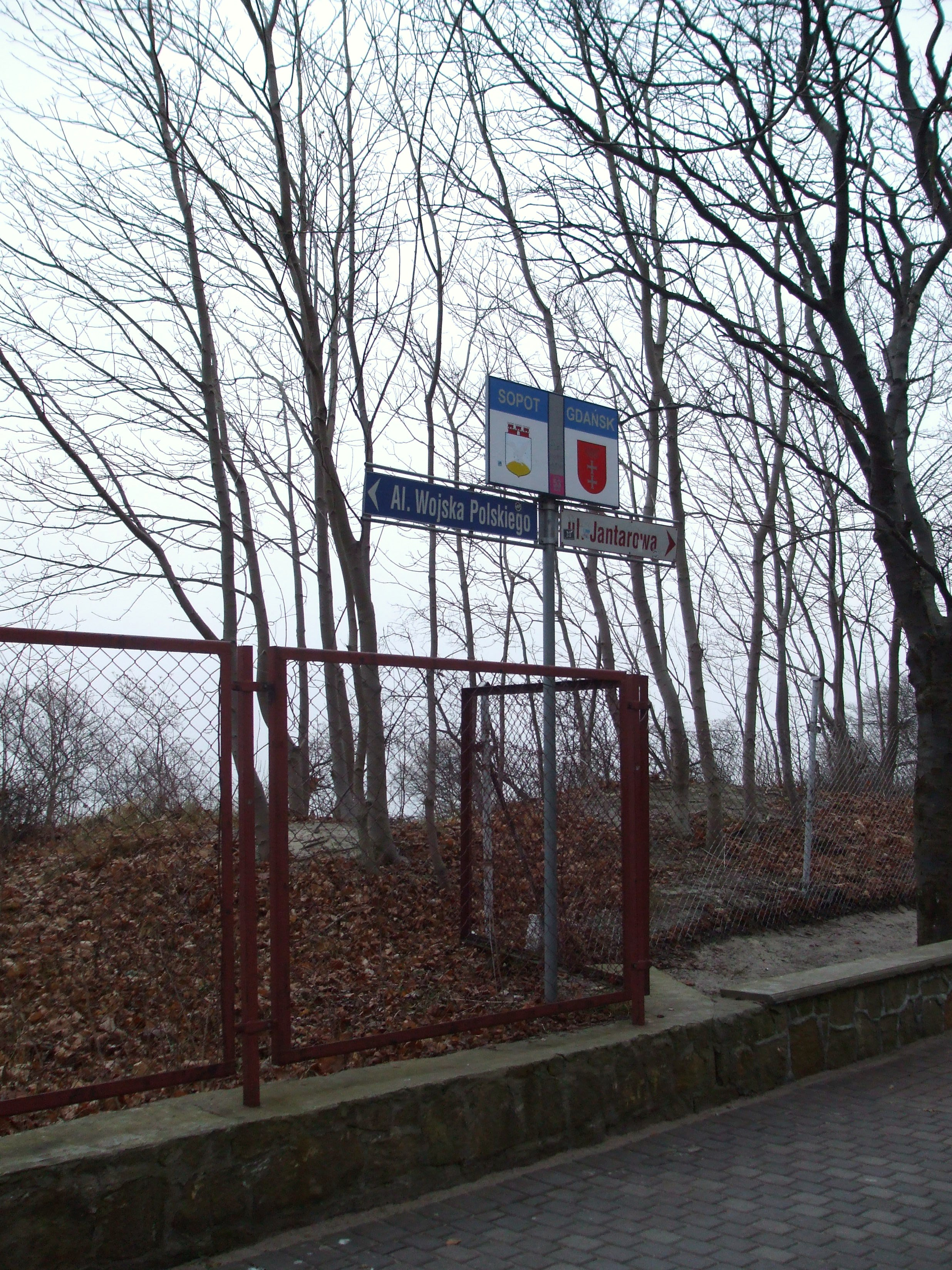
Al. Wojska Polskiego na granicy z Gdańskiem

Aleja Wojska Polskiego, Bulwar Nadmorski, Promenada Nadmorska, Południowa Promenada Nadmorska (Südstrandpromenade), nazywanej też przez mieszkańców al. "Prominentów" – promenada o długości 2200 m w dolnym Sopocie, pomiędzy Pl. Zdrojowym a granicą z Gdańskiem, ul. Jantarową w Gdańsku-Jelitkowie i dalej, z Gdańskiem-Brzeźnem.

## Historia
Łączyła okolice mola z Jelitkowem. Źródła mówią, iż np. w 1914 nosiła nazwę Südstrandpromenade Zoppot-Glettkau (Południowa Promenada Nadmorska Sopot-Jelitkowo), która obowiązywała do 1945. Zabudowana była głównie rezydencjami, hotelami i pensjonatami z przełomu XIX i XX w. Przez kilka lat powojennych al. WP na wysokości Wojskowego Domu Wypoczynkowego była niedostępna.

## Zabytki i inne obiekty
- Latarnia Morska z 1904
- Zakład Balneologiczny z 1904, formalnie zlokalizowany przy pl. Zdrojowym
- Kościół Zbawiciela z 1901, formalnie przy skwerze ks. Otto Bowiena
- Łazienki Południowe z 1907, Al. Wojska Polskiego 1, obecnie Hotel Zhong Hua
- Hotel Eden z 1910, formalnie przy ul. Kordeckiego 4-6
- Willa Miramare z 1875, formalnie przy ul. Chrobrego 47-49, obecnie dom mieszkalny
- Willa Basnera z 1910, formalnie przy ul. Chrobrego 48
- Klub Non Stop, formalnie pomiędzy ul. Drzymały 10 i Traugutta (1963-1967)
- Pensjonat Wanda z 1925, formalnie przy ul. Poniatowskiego 7
- Willa Claaszena z 1904, formalnie przy ul. Poniatowskiego 8, obecnie siedziba Muzeum Sopotu
- Willa Marszałka z 1906, formalnie przy ul. Kilińskiego 12
- Hotel Eureka z 1919, formalnie przy ul. Emilii Plater 7-11
- Bar Przystań, Al. Wojska Polskiego 11
- Sopot Marriott Resort & Spa, formalnie przy ul. Bitwy pod Płowcami 59
- Sopocki Klub Żeglarski Ergo Hestia Sopot, formalnie przy ul. Hestii 3